# Simira
Pour les articles homonymes, voir Simira.
Genre
Synonymes
Selon Tropicos (25 mai 2024)
- Arariba Mart.
- Blandibractea Wernham
- Calderonia Standl.
- Exandra Standl.
- Flexanthera Rusby
- Sickingia Willd.
- Sprucea Benth.
- Wernhamia S. Moore

Selon GBIF (25 mai 2024)
- Arariba Mart.
- Blandibractea Wernham
- Calderonia Standl.
- Exandra Standl.
- Holtonia Standl.
- Sickingia Willd.
- Sprucea Benth.
- Wernhamia S.Moore

Simira est un genre de plantes à fleurs néotropicale, appartenant à la famille des Rubiaceae, comptant 46 à 57 espèces, et dont l'espèce type est Simira tinctoria Aubl.. 

## Description
Simira regroupe des arbustes ou arbres, terrestres, non armés, dont les tissus internes deviennent souvent rouges ou pourpres à l'air. 
Les feuilles sont opposées, pétiolées à subsessiles, à nervation non linéolée ; stipules interpétiolaires, persistantes ou caduques, triangulaires, dressées, tordues dans le bourgeon. 
L'inflorescence est terminale et à l'aisselle des feuilles les plus hautes, multiflores, pédonculée à sessile, paniculée à congestive-cymose ou subcapitate, bracteate avec les bractées parfois réduites.
Les fleurs sont souvent très parfumées, homostylées, protandres, subsessiles à pédicellées, parfois un peu zygomorphes. Hypanthium turbiné à cupuliforme. 
Le limbe du calice est tronqué ou généralement à 4 ou 5(6) lobes, dans certaines fleurs de certaines espèces 1 lobe élargi en un calycophylle pétaloïde rose, rouge, blanc ou crème.
La corolle est en forme d'entonoir à campanulée, blanche, vert pâle ou jaune pâle, intérieurement glabre ou souvent avec un anneau pubescent à l'insertion de l'étamine ou en dessous, lobes 4 ou 5(6), imbriqués ou rarement ouverts dans le bourgeon. Etamines 4 ou 5(6), insérées sous le milieu du tube de la corolle.
Les anthères sont étroitement oblongues, dorsifixées près du milieu, exsertes. 
L'ovaire est à 2 loges, contenant de nombreux ovules, sur des placentas axiles. 
Le fruit est une capsule, ellipsoïde à globuleuse, à déhiscence loculicide à partir de l'apex, ligneux. 
Les graines sont grandes, lunulées à oblongues, aplaties, charbonneuses à papilleuses, ailées.

## Répartition
Simira est un genre néotropical représenté du sud du Mexique, au Brésil en passant par l'Amérique centrale, la Colombie, le Venezuela, le Guyana, le Suriname, la Guyane, l'Équateur, le Pérou, et la Bolivie.

## Liste des espèces et variétés
Selon GBIF (25 mai 2024) :
- Sickingia paraeuris &F5&
- Sickingia pisoniiformis &F5&
- Simira alba &F5&
- Simira aristeguietae &F5&
- Simira cesariana &F5&
- Simira colorata &F5&
- Simira cordifolia &F5&
- Simira corumbensis &F5&
- Simira ecuadorensis &F5&
- Simira eliezeriana &F5&
- Simira erythroxylon &F5&
- Simira fragrans &F5&
- Simira gardneriana &F5&
- Simira glaziouvii &F5&
- Simira goudotii &F5&
- Simira grazielae &F5&
- Simira hadrantha &F5&
- Simira hatschbachiorum &F5&
- Simira hexandra &F5&
- Simira hirsuta &F5&
- Simira ignicola &F5&
- Simira klugei &F5&
- Simira lezamae &F5&
- Simira longifolia &F5&
- Simira longifolia &F5&
- Simira macrocrater &F5&
- Simira maxonii &F5&
- Simira mexicana &F5&
- Simira mollis &F5&
- Simira panamensis &F5&
- Simira paraensis &F5&
- Simira paraguayensis &F5&
- Simira pikia &F5&
- Simira pilosa &F5&
- Simira podocarpa &F5&
- Simira rhodoclada &F5&
- Simira robusta &F5&
- Simira rubescens &F5&
- Simira rubra &F5&
- Simira salvadorensis &F5&
- Simira sampaioana &F5&
- Simira standleyi &F5&
- Simira tinctoria &F5&
- Simira walteri &F5&
- Simira williamsii &F5&
- Simira wurdackii &F5&

Selon Tropicos (25 mai 2024) (Attention liste brute contenant possiblement des synonymes) :
- Simira alba (Mart.) Delprete, Margalho & Groppo 2020
- Simira aristeguietae (Steyerm.) Steyerm. 1972
- Simira calderoniana (Standl.) Steyerm. 1972
- Simira catappifolia (Standl.) Steyerm. 1972
- Simira cesariana C.M. Taylor 1999
- Simira colorata B. Ståhl & C.H. Perss. 2017
- Simira cordifolia (Hook. f.) Steyerm. 1972
- Simira corumbensis (Standl.) Steyerm. 1972
- Simira darienensis Dwyer 1980
- Simira ecuadorensis (Standl.) Steyerm. 1972
- Simira eliezeriana Peixoto 1981
- Simira erythroxylon (Willd.) Bremek. 1954
- Simira fragrans (Rusby) Steyerm. 1972
- Simira gardneriana M.R.V. Barbosa & Peixoto 2000
- Simira glaziovii (K. Schum.) Steyerm. 1972
- Simira goudotii (Baill.) Steyerm. 1972
- Simira grazielae Peixoto 1981
- Simira hadrantha (Standl.) Steyerm. 1972
- Simira hatschbachiorum J.H. Kirkbr. 1997
- Simira hexandra (S. Moore) Steyerm. 1972
- Simira hirsuta C.M. Taylor 1999
- Simira ignicola Steyerm. 1988
- Simira klugei (Standl.) Steyerm. 1972
- Simira klugii
- Simira lancifolia (Lundell) E. Martínez & Borhidi 2006
- Simira lezamae Steyerm. 1973
- Simira longifolia (Willd.) Bremek. 1954
- Simira macrocrater (K. Schum.) Steyerm. 1972
- Simira maxonii (Standl.) Steyerm. 1972
- Simira mexicana (Bullock) Steyerm. 1972
- Simira mollis (Standl.) Steyerm. 1972
- Simira multiflora (Lundell) E. Martínez & Borhidi 2006
- Simira myriantha (Standl.) Steyerm. 1972
- Simira nitida (Willd.) Poir. 1806
- Simira oliveri (K. Schum.) Steyerm. 1972
- Simira palicourea (Sw.) Poir. 1804
- Simira panamensis (Dwyer) C.M. Taylor 2011
- Simira paraensis (Baill.) Steyerm. 1972
- Simira paraguayensis (Standl.) Steyerm. 1972
- Simira pikia (K. Schum.) Steyerm. 1972
- Simira pilosa M.R.V. Barbosa & Peixoto 1989
- Simira pisoniiformis (Baill.) Steyerm. 1972
- Simira podocarpa (Benth.) ined.
- Simira rhodoclada (Standl.) Steyerm. 1972
- Simira robusta Margalho, G.S. Siqueira & Groppo 2017
- Simira rubescens (Benth.) Bremek. ex Steyerm. 1972
- Simira rubra (Mart.) Steyerm. 1972
- Simira salvadorensis Standl.
- Simira salvadorensis (Standl.) Steyerm. 1972
- Simira sampaioana (Standl.) Steyerm. 1972
- Simira standleyi (Little) Steyerm. 1972
- Simira tinctoria Aubl. 1775
- Simira vestita (Lundell) E. Martínez & Borhidi 2006
- Simira viridiflora (Allemão & Saldanha) Steyerm. 1972
- Simira walteri S.J. Silva Neto & Callado 2008
- Simira williamsii (Standl.) Steyerm. 1972
- Simira wurdackii Steyerm. 1972

## Histoire naturelle

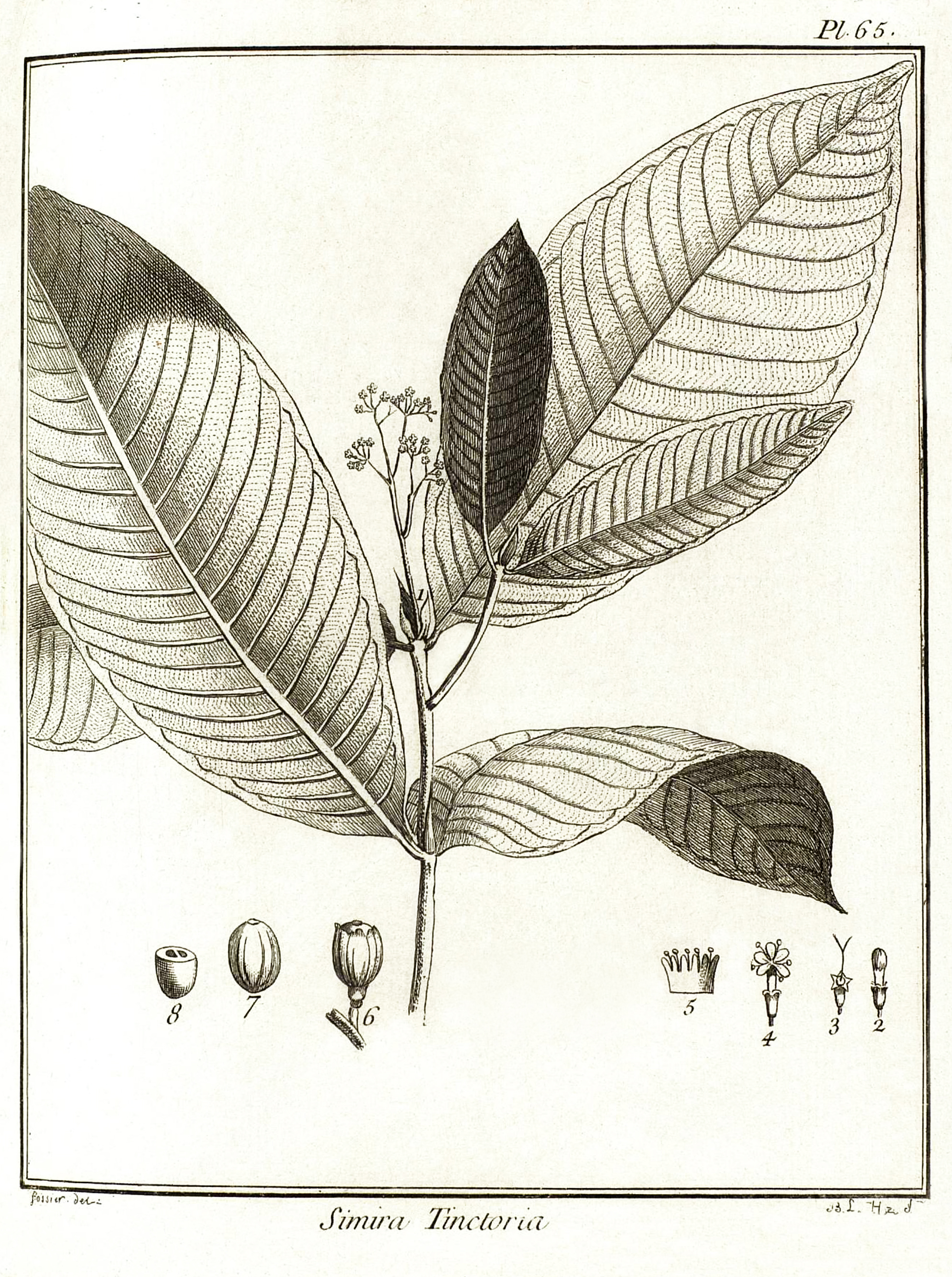
Simira tinctoria Aublet, Planche 65 accompagnant la description du genre Simira par Aublet (1775) Explication de la Planche soixante-cinquième. - 1. Stipules. - 2. Bouton de fleur. - 3. Calice. Style. Stigmates. - 4. Fleur épanouie. - 5. Corolle ouverte. - 6. Capſule. - 7. Capſule ſéparée du calice. - 8. Capſule coupée en travers.

En 1775, le botaniste Aublet propose la diagnose suivante : 

« SIMIRA. (Tabula 65.) 
CAL. Perianthium monophyllum, turbinatum, quinquedentatum.
COR. monopetala, tubuloſa, diſco ſupra ovarium inſerta, limbus quinquefidus, lobis ſubrotundis.
STAM. Filamenta quinque, tubo corollæ inſerta. Antheræ biloculares.
PIST. Germen ovatum, calice denticulatum, diſco coronatum. Stylus longus, tenuis, apice bipartitus. Stigmata obtuſa.
PER. Bacca ovata, calicis denticulis coronata, bilocularis.
SEM. ſolitaria. »

— Fusée-Aublet, 1775.